# Cyanide and Happiness
Cyanide and Happiness (en español: Cianuro y felicidad) es un webcomic de humor negro y sátira, alojado en Explosm.net y escrito por Kris Wilson, Rob DenBleyker, Matt Melvin y Dave McElfatrick, con contribuciones ocasionales de los lectores. Fue fundado el 9 de diciembre de 2004 y ha recibido cómics casi a diario desde el 26 de enero de 2005. Se aparece con frecuencia en sitios de redes sociales (como Facebook y MySpace), foros web y blogs, ya que permite y alienta abiertamente a los aficionados a imágenes hot-link, un comportamiento que muchos desaprueban como "sanguijuelas". Los autores del cómic atribuyen el éxito de la tira cómica por su naturaleza a menudo controvertida.
El sitio ha tenido más de un millón de visitantes al día (a partir del 20 de noviembre de 2006) y ocupa el puesto 2777º lugar entre los sitios web más vistos y los 1338º en los EE. UU. solamente, según Alexa.com. Los creadores también han hecho cómics y anuncios de televisión para Orange U.K., mostrado en el diario The Sun.
Muchos episodios de este webcomic son traducidos al español por el sitio TirasdeHumor.com y bromideandsadness.tumblr.com
Actualmente se puede encontrar los episodios en inglés (subtitulado) en la tienda de Xbox One

## Explosm
Cyanide and Happiness comenzó como una pequeña serie de cómic dibujado por Kris Wilson a la edad de 16 años. Un día, en su casa después de sufrir una amigdalitis, Kris se entretenía en dibujar cómics a mano, y más tarde pasar a ellos haciendo uso de su computadora. Kris creó su propio sitio web llamado Comicazi, que le permitió mostrar sus tiras cómicas a otras personas. Kris compartió sus tiras cómicas con el foro de Sticksuicide.com. Los webmasters de Sticksuicide (Matt Melvin, Rob DenBleyker y Dave McElfatrick) renunciaron a  StickSuicide y comenzó Explosm.net, un nuevo sitio menos centrada en la animación Flash Stick Death y más sobre el arte en general. Ellos vieron el potencial en los cómics de Kris, por lo que lo invitó a continuar con la cómica diaria con su ayuda. Explosm es actualmente dirigido por Matt, Rob, Dave y Kris. Todo el equipo de Explosm ahora hacen cómics de forma regular. La mayoría se basan en el estilo de Kris, si bien hay salidas ocasionales de esa forma. El nombre actual "Cyanide and Happiness" viene de una tira cómica en la que un personaje tiene una venta de algodón de azúcar hecho de cianuro y felicidad. El otro personaje responde: "¡¿Felicidad? ¡Rayos! Compraré cuatro."
En el pasado, Explosm ha destacado en Guest Weeks, donde los lectores enviaron sus trabajos a los administradores y los mejores cómics se presentaron en las publicaciones diarias de todas las semanas.
En un post en el sitio de noticias de 14 de octubre de 2007, Rob anunció que había un proyecto  en marcha para traducir cada cómic en el archivo a varios idiomas. Sobre la base de la respuesta, en un post posterior, Rob dijo que la respuesta fue "fenomenal", con 1.300 respuestas que se ofrecían a traducir en más de 20 idiomas diferentes, incluyendo el español.

## Estilo
El estilo de Cyanide and Happiness es mejor descrito como oscuro y cínico, a menudo ofensivo e irreverente en gran manera. Los temas frecuentes de humor incluyen discapacidad, violación, racismo cáncer, asesinato, suicidio, necrofilia, pedofilia, desviación sexual, enfermedades de transmisión sexual, la auto-mutilación, nihilismo, y violencia. El cómic no siempre tiene una frase de remate definitivo en cada banda, o puede tener varios paneles de "incómodo silencio" a partir de (o en lugar de) la frase de remate, con personajes simplemente mirándose el uno al otro.
Hay pocos personajes recurrentes y prácticamente ninguna caracterización, con personajes que a menudo actúan irracionalmente o sin sentido. La falta de caracterización es apoyada por el estilo de dibujo primitivo. Los personajes rara vez tienen nombres y por lo general sólo se distinguen por los colores de sus camisetas. Esto, naturalmente, se opone al humor más personajes. Los personajes masculinos casi  nunca tienen pelo, lo que se convirtió en una broma en sí. Los personajes femeninos se distinguen por su pelo largo y el tamaño del pecho, a menudo utilizado para realizar la comedia. La tira cómica también cuenta con muchas referencias a la cultura pop como Nike y La guerra de las galaxias y personajes famosos o celebridades como Lindsay Lohan, George W. Bush, Richard Nixon, Steven Tyler, Metallica, The Beatles, Queen, Chad Kroeger de Nickelback, y Billie Joe Armstrong de Green Day. Jesús también hace numerosas apariciones, a menudo con calambures que contienen historietas religiosas.
El cómic, al igual igual que las animaciones en Youtube, suelen ser pensadas para un público exclusivamente adulto y adolescente.
Los cuatro artistas también de vez en cuando rompen la cuarta pared, utilizando el territorio de un panel de historietas, como parte de la historieta en sí, permitiendo que los personajes interactuar con ellos de alguna u otra forma. El cómic con frecuencia hacen uso de metaficción (o rompiendo la cuarta pared), con personajes que reconoce su condición de dibujos animados en un webcomic y discutir lo que se espera de ellos como consecuencia.
Por lo menos en siete ocasiones Cyanide and Happiness ha utilizado la animación, pese a que en general es un cómic estático.

## Libros
- Cyanide and Happiness (2010)
- Ice Cream & Sadness (2010)
- Depressing Comic Book (2012)
- Punching Zoo (2013)
- Stab Factory (2015)

## Videojuegos
- Joking Hazard (2016)
- Trial by Trolley (2020)
- Rapture Rejects (2020)
- Cyanide & Happiness: Freakpocalypse (2021)